# Chytonix
Chytonix is een geslacht van vlinders van de familie van de Uilen (Noctuidae). De wetenschappelijke naam en de beschrijving van dit geslacht werden voor het eerst in 1874 gepubliceerd door Augustus Radcliffe Grote.

## Soorten
- C. adusta Draudt, 1950
- C. albiorbis (Moore, 1882)
- C. albiplaga Hampson, 1914
- C. albipuncta Hampson, 1894
- C. albiquadrata Draudt, 1950
- C. albonotata Staudinger, 1892
- C. bella Köhler, 1979
- C. bogotica Walker, 1866
- C. brunnea Gaede, 1915
- C. brunneofascia Choi & Heo, 2021
- C. circulorum (Berio, 1973)
- C. clethria Wileman & West, 1929
- C. commixta Schaus, 1914
- C. conjuncta (Wileman, 1914)
- C. costimacula Wileman, 1915
- C. cyanochlora Schaus, 1911
- C. chloe Schaus, 1914
- C. chlorophila Druce, 1908
- C. chlorostigma Harvey, 1876
- C. chucha Schaus, 1904
- C. diehli Behounek, 2002
- C. elegans Schaus, 1911
- C. ethela Schaus, 1904
- C. excurvata (Hampson, 1898)
- C. fodinae Oberthür, 1880
- C. fusca (Moore, 1882)
- C. glaucescens (Butler, 1889)
- C. glaucostigma (Hampson, 1894)
- C. griseorufa Hampson, 1908
- C. haba Dognin, 1897
- C. hastata (Moore, 1882)
- C. imitans Draudt, 1950
- C. intermixta (Leech, 1900)
- C. khasiana (Hampson, 1894)
- C. latipennis Draudt, 1950
- C. leucosema Hampson, 1918
- C. lophophora Zerny, 1916
- C. mediofasciata (Draudt, 1950)
- C. melanochlora Hampson, 1902
- C. melanoleuca Wileman, 1915
- C. minima Draudt, 1950
- C. mniochroa Hampson, 1908
- C. muscosa Schaus, 1904
- C. nadgani (Hampson, 1891)
- C. nemperssoni Kovács & Ronkay, 2018
- C. nigribasalis Hampson, 1908
- C. nigrithorax (Draudt, 1950)
- C. niveiplaga (Draudt, 1950)
- C. nubila (Moore, 1882)
- C. obliquifascia (Hampson, 1894)
- C. olethria Wileman & West, 1929
- C. palliatricula Guenée, 1852
- C. pallidisca (Moore, 1881)
- C. parvimacula Smith, 1903
- C. perssoni Berio, 1973
- C. poliosema Dognin, 1914
- C. propecida Berio, 1976
- C. ptyophora (Hampson, 1908)
- C. pyrrha Schaus, 1914
- C. rufescens Hampson, 1908
- C. ruperti Franclemont, 1941
- C. segregata Butler, 1878
- C. sensilis Grote, 1881
- C. splendens Druce, 1890
- C. subalbonotata Sugi, 1959
- C. sumatrana Behounek, 2002
- C. tobiasmalmi Kovács & Ronkay, 2018
- C. umbrifera (Butler, 1889)
- C. undara (Swinhoe, 1890)
- C. variegata Wileman, 1914
- C. vermiculata (Snellen, 1880)
- C. viridifusa Kovács & Ronkay, 2018